# PIN kód

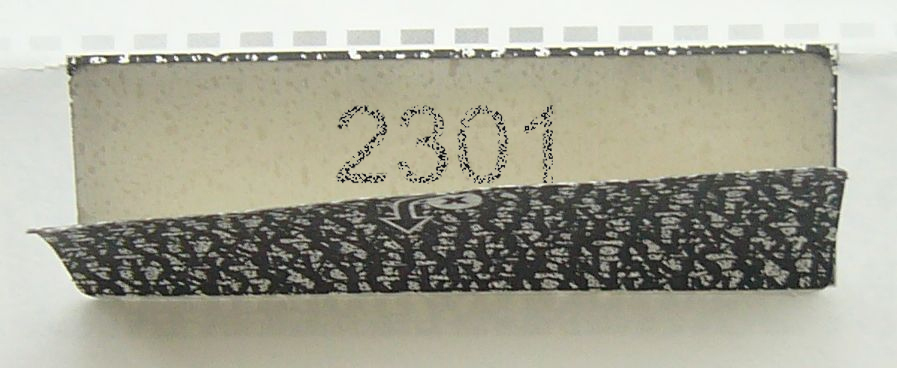
A felhasználónak levélben küldött személyi azonosító száma. A sötétített papírlap megakadályozza a szám leolvasását, ha a felbontatlan borítékot a fény felé tartják.

A PIN kód (Personal Identification Number = személyi azonosító szám) egy (általában) 4 számjegyből álló titkos kód, amellyel különféle személyes jellegű szolgáltatásokat védenek. Ilyen jelszó védi például a hozzáférést a bankkártyához és a mobiltelefon-szolgáltatáshoz.
Az első ATM-et megépítő John Shepherd-Barron eredetileg hatjegyű azonosítókóddal próbálkozott, standarddá azonban a négyjegyű PIN vált. A PIN kód megadására rendszerint három próbálkozási lehetőség van; ezután csak a PUK-kóddal (Personal Unblocking Key) lehet feloldani a zárolást. Egymás után tízszer rossz PUK-kód megadása, a SIM-kártya véglegesen blokkolásához vezet és visszaállíthatatlan lesz, ezért azt ki kell cserélni.
A PIN kódot általában a szolgáltatók közlik a felhasználóval, de a legtöbb esetben az a felhasználó által szabadon módosítható (az eredeti PIN-kód ismeretében). Mobiltelefon esetén a SIM kártya védelméről van szó. Egyes esetekben az eredeti PIN kód módosítását kötelezővé teszik, hogy az új kódot biztosan csak a felhasználó ismerhesse.
Svájci bankok és más pénzintézetek hatjegyű szám megadását igénylik.

## Története
A PIN-kód a bankjegykiadó automaták (ATM) 1967-es bevezetésével jött létre, mivel a bankok hatékony módon tudtak készpénzt adni ügyfeleiknek. Az első ATM-rendszer a londoni Barclaysé volt 1967-ben; ez nem kártyát, hanem géppel olvasható kódolású csekket fogadott el, és a PIN-kódot a csekkhez rendelte. 1972-ben a Lloyds Bank adta ki az első olyan bankkártyát, amely információkódoló mágneses csíkkal rendelkezett, és PIN-kódot használt a biztonság érdekében.
Mohamed M. Atalla feltalálta az első PIN-alapú hardveres biztonsági modult (HSM), amelyet "Atalla Box"-nak neveztek el, egy olyan biztonsági rendszert, amely titkosította a PIN- és ATM-üzeneteket, és egy kikövetkeztethetetlen PIN-generáló kulccsal védte az offline eszközöket. 1972-ben Atalla benyújtotta az U.S. 3,938,091 szabadalmat a PIN-ellenőrző rendszerére, amely tartalmazott egy kódolt kártyaolvasót, és olyan rendszert írt le, amely titkosítási technikákat használt a telefonkapcsolat biztonságának biztosítására, miközben beírta a személyes azonosító információkat, amelyeket egy távoli helyre továbbítottak ellenőrzés céljából.
1972-ben megalapította az Atalla Corporationt (ma Utimaco Atalla), és 1973-ban kereskedelmi forgalomba hozta az "Atalla Box"-ot, amelyet Identikey néven adtak ki. Ez egy kártyaolvasó és ügyfél-azonosító rendszer volt, amely plasztikkártya- és PIN-kártya-képességgel rendelkező terminált biztosított. A rendszert úgy tervezték, hogy a bankok és takarékszövetkezeti intézmények átállhassanak a plasztikkártya-környezetre a bérletkönyv-programról. Az Identikey rendszer egy kártyaolvasó konzolból, két ügyfél PIN-padból, intelligens vezérlőből és beépített elektronikus interfészcsomagból állt. A készülék két billentyűzetből állt, egy az ügyfél és egy a pénztáros számára. Lehetővé tette, hogy az ügyfél beírjon egy titkos kódot, amelyet a készülék egy mikroprocesszor segítségével egy másik kóddá alakít át a pénztáros számára. A tranzakció során az ügyfél számlaszámát a kártyaolvasó leolvasta. Ez az eljárás felváltotta a kézi bevitelt, és elkerülte az esetleges billentyűhibákat. Lehetővé tette a felhasználók számára, hogy a hagyományos ügyfél-ellenőrzési módszereket, mint például az aláírásellenőrzés és a tesztkérdések, biztonságos PIN-rendszerrel váltsák fel. Az információbiztonsági irányítás PIN-rendszerével kapcsolatos munkája elismeréseként Atallát a "PIN atyjaként" emlegetik.
Az "Atalla Box" sikere a PIN-alapú hardveres biztonsági modulok széles körű elterjedéséhez vezetett. PIN-ellenőrzési eljárása hasonló volt a későbbi IBM 3624-hez. 1998-ra az Egyesült Államokban a becslések szerint az összes ATM-tranzakció 70%-át speciális Atalla hardveres modulokon keresztül irányították,2003-ra pedig az Atalla Box a világ összes ATM-automatájának 80%-át biztosította, ami 2006-ra 85%-ra nőtt. Az Atalla HSM-termékei 2013-ban napi 250 millió kártyatranzakciót védtek, és 2014-ben még mindig a világ ATM-tranzakcióinak többségét biztosítják.
A pénzügyi PIN-kódok gyakran négyjegyű számok a 0000-9999 közötti tartományban, ami 10 000 lehetséges kombinációt eredményez. Svájc alapértelmezés szerint hatjegyű PIN-kódokat ad ki.

## A PIN biztonsága
Egyes rendszerek alapértelmezett PIN-kódokat állítanak be, a legtöbb rendszer pedig lehetővé teszi az ügyfél számára, hogy PIN-kódot állítson be vagy megváltoztassa az alapértelmezettet, és néhány rendszerben a PIN-kód megváltoztatása az első belépéskor kötelező. Az ügyfeleknek általában azt tanácsolják, hogy ne állítsanak be saját vagy házastársuk születésnapján, jogosítványszámon, egymást követő vagy ismétlődő számokon vagy más rendszereken alapuló PIN-kódot. Egyes pénzintézetek nem adnak ki vagy nem engedélyeznek olyan PIN-kódokat, amelyekben minden számjegy azonos (például 1111, 2222, ...), egymást követő (1234, 2345, ...), egy vagy több nullával kezdődő számok, vagy a kártyabirtokos társadalombiztosítási számának vagy születési dátumának utolsó négy számjegye szerepel.
Sok PIN-ellenőrző rendszer három próbálkozást tesz lehetővé, így a kártyatolvajnak 0,03%-os valószínűséggel van lehetősége kitalálni a helyes PIN-kódot, mielőtt a kártya letiltásra kerülne. Ez csak akkor érvényes, ha az összes PIN-kód egyforma valószínűségű, és a támadónak nincs további információja, ami nem volt jellemző a pénzintézetek és ATM-gyártók által a múltban használt számos PIN-generáló és -ellenőrző algoritmusra.
Az általánosan használt PIN-kódokkal kapcsolatban kutatásokat végeztek, amelyek eredménye az, hogy előre megfontolt gondolkodás nélkül a felhasználók jelentős része sebezhetőnek találhatja a PIN-kódját. "Mindössze négy lehetőséggel felfegyverkezve a hackerek az összes PIN-kód 20%-át képesek feltörni. Ha legfeljebb tizenöt számot engednek meg nekik, akkor a kártyabirtokosok több mint negyedének a számláját tudják megcsapolni..